# Садиба Патона
Садиба Патона (Маєток Собанських) — занедбана архітектурна пам'ятка XIX століття у селі Хребтіїв, на півдні Новоушицького району, Хмельницької області.

## Опис садиби

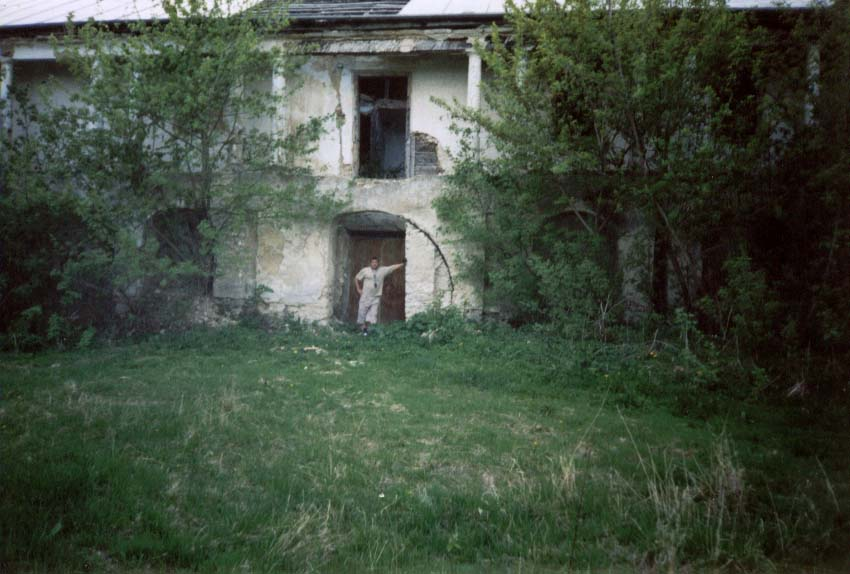
Біля садиби Патона

Побудований ймовірно на початку XIX століття, хоча можливо палац був перебудований зі старішої будівлі. Зведений для Патонів за проектом місцевого архітектора Миколи Антоновича, на горі над глибоким яром, на дні якого протікала річка, дністрові води потім утворили глибоку затоку. Зі сходу будинок мав два поверхи. У підвальних приміщеннях була виноробка, овочесховище, криниця, лазня окремо для панів і для селян. Центральний колонний вхід був із заходу, перед ним великий газон круглої форми з різними декоративними кущами й деревами. Навколо вимощена широка алея. І досі проглядається від в'їзду до панського двору з центральної вулиці села рівна обсаджена колись деревами, дорога, яка впиралася в круглий газон. З обох боків будівлі були виходи з дерев'яними терасами. З боку в'їзду будинок був одноповерховим. Горішній поверх всередині мав багато кімнат. В лівому крилі розташовувалися кухня, їдальня, спальні з паркетною підлогою, колонами. Праворуч від центрального входу і прямо були, вочевидь, робочий кабінет, бібліотека та інші кімнати для прийому відвідувачів і гостей. З боку села Куражин панський будинок був двоповерховий, де поміж його крилами був відкритий балкон-галерея з колонами. Навколо газону симетрично розташовувалися будівлі для челяді й майстерні, різні комори і спеціально відведена для квітів оранжерея, дві великі комори та стайня для панських коней. Безпосередньо в панському дворі були пекарня, молочарня, крамниця, а далі дорога перехрещувалась із центральною сільською вулицею і йшла трохи на захід, де через півкілометра розташовувалось поміщицьке господарство: кузня, слюсарня, столярня. За маєтком були будинки для спеціалістів, чималий став, а також олійня, млин, тік для молотьби з паровим двигуном та молотаркою. Далі дорога простягалась поміж фермами: стайні, короварні, вівчарні, свинарні, птахоферми. Споруда була П-подібною у плані, фахверковою. Фасад був оббитий плиткою, здертою в подальшому місцевими жителями. Був ґанок з колонами, на сьогодні зруйнований. Дах обвалився, але подекуди ще помітні ліпні розетки.  Навколишній парк, площею 7 десятин, вирубали. В одному з колишніх флігелів - магазин. І під палацом, і під флігелем — пивниці. При садибі була домашня римо-католицька каплиця з вівтарем у невеликій ніші. У 1823 році у маєтку сталася пожежа, з архівної справи Подільського головного суду 1823 року — «Дело о пожаре в имении помещика Собанского», згадані господарські будівлі, які постраждали від підпалу й пізніше були відбудовані, а під кінець XIX століття розширені. Ці госпбудинки з током для молотьби і збереглися до нашого часу, зараз в одній з споруд розташовується магазин. У 1919 році власник садиби Михайло Патон з сім'єю змушений залишити маєток і втекти до Нової Ушиці, де через тиждень він був вбитий. У цій садибі за роки СРСР тривалий час була сільська рада, контора колгоспу, сільський клуб і бібліотека, медичний пункт та інші сільські установи. У 1990-х роках спілкою селян «Імені Патона» її було відремонтовано (перекрито дах, на що витрачено 58 тис. гривень).

## Теперішній стан
На сьогодні садиба М. О. Патона, яка за своїм значенням відповідає статусу як пам'ятки архітектури, так і пам'ятки історії, перебуває в занедбаному стані й опинилася під загрозою знищення. Теперішній стан будівлі потребує негайного надання пам'яткоохоронного статусу, захисту з боку держави. 
Результатом спільної роботи відділу охорони пам'яток історії та культури в Хмельницькій області, відділу наукових досліджень НІАЗ «Кам'янець» та управління регіонального розвитку, містобудування, архітектури та будівництва Хмельницької ОДА є паспортизація об'єкта культурної спадщини «Садиба Патона». Цей об'єкт культурної спадщини занесено до реєстру об'єктів архітектури в 1993 році під назвою «Садиба М. О. Патона».
Пам'ятка становить інтерес як характерний зразок забудови заміської садиби з влаштуванням постачання води локально в окремому будинку.
На початку 2010 року автор статті разом зі співробітниками відділу наукових досліджень НІАЗ «Кам'янець» Г. Б. Ківільшею, Г. О. Осетровою, Л. І. Свінціцькою, а також головний спеціаліст управління регіонального розвитку містобудування, архітектури та будівництва Хмельницької облдержадміністрації Ю. С. Воловик підготували в електронний і паперовий паспорти на об'єкт культурної спадщини «Садиба Патона», щоб занести його до Державного реєстру нерухомих пам'яток. Протокольним рішенням засідання консультативної ради управління культури, туризму і курортів Хмельницької ОДА від 15.05.2010 р. (розглянуто паспорт на об'єкт культурної спадщини «Садиба Патона» разом з графічними матеріалами та фотофіксацією) підтримано пропозиції щодо занесення до Державного реєстру нерухомих пам'яток України цієї історичної садиби.
Пам'ятка архітектури місцевого значення Садиба Патона (кін. XVIII ст.- поч. XIX ст.), (Наказ Міністерства культури і туризму України від 21.12.10 р. № 1266/0/16-10, охоронний № 2747-Хм.) на сьогодні є приватною власністю (власник — підприємець Р. В. Сагалов). Вона потребує проведення ремонтно-реставраційних робіт через аварійний стан.